# Voeltzkowia rubrocaudata
Voeltzkowia rubrocaudata är en ödleart som beskrevs av Alfred Grandidier 1869. Arten ingår i släktet Voeltzkowia och familjen skinkar. IUCN kategoriserar arten globalt som livskraftig.
Voeltzkowia rubrocaudatas utbredningsområde är Madagaskar där den lever på höjder mellan havsnivå och 690 meter över havet. Inga underarter finns listade i Catalogue of Life.